# Leibniz-Zentrum für Informatik
Le Leibniz-Zentrum für Informatik (LZI), en français le Centre Leibniz d’informatique, situé dans le  château de Dagstuhl à Wadern dans le Land de  Sarre, a été fondé en 1989. Jusqu'en avril 2008, son nom était Internationales Begegnungs- und Forschungszentrum für Informatik (IBFI), soit le  « centre international de rencontre et de recherche en informatique ». Le LZI est membre de la Leibniz-Gemeinschaft et obtient, en tant que tel, son financement de base par l'État fédéral et les Länder.

## Historique

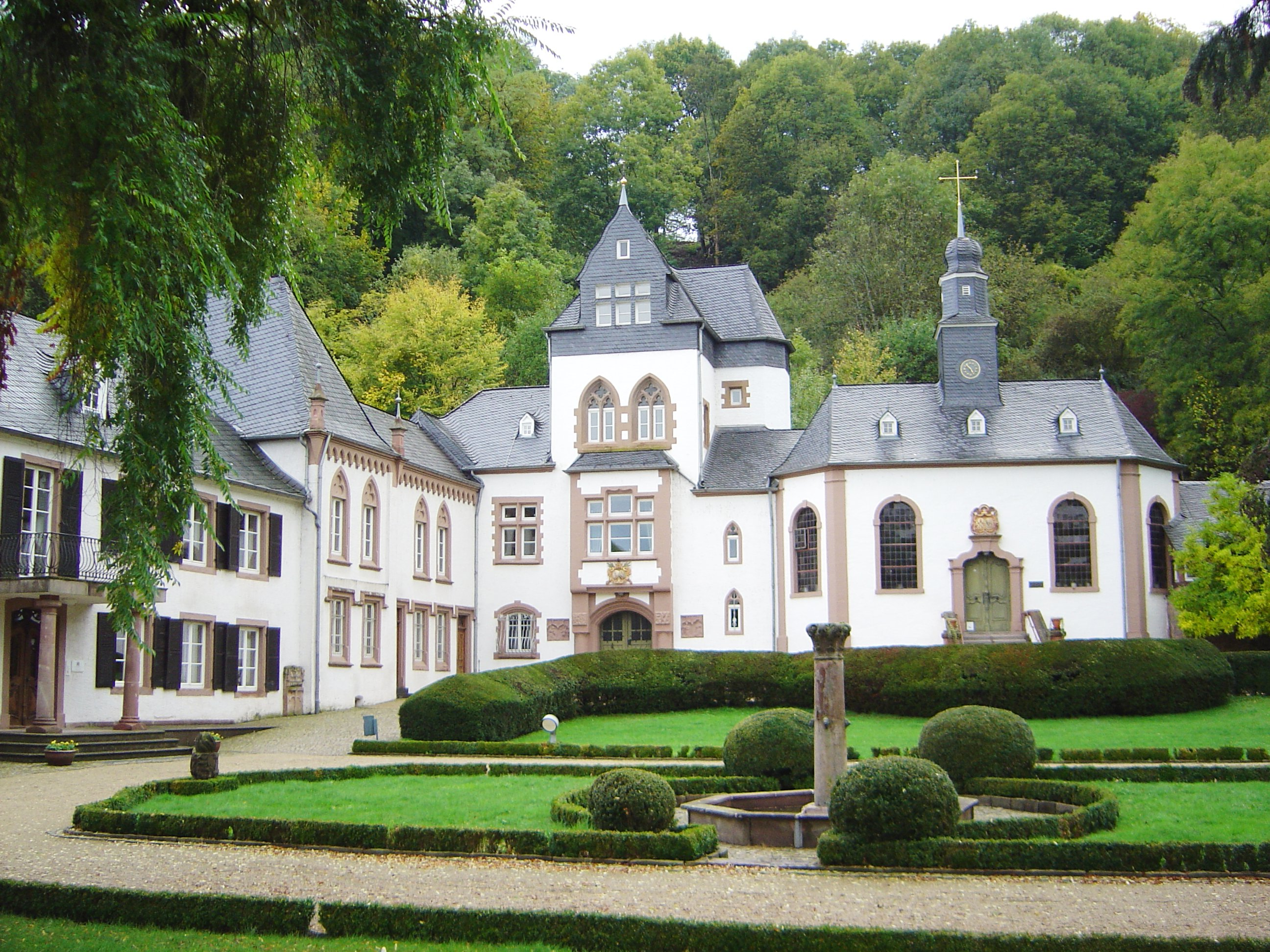
Le vieux château de Dagstuhl.

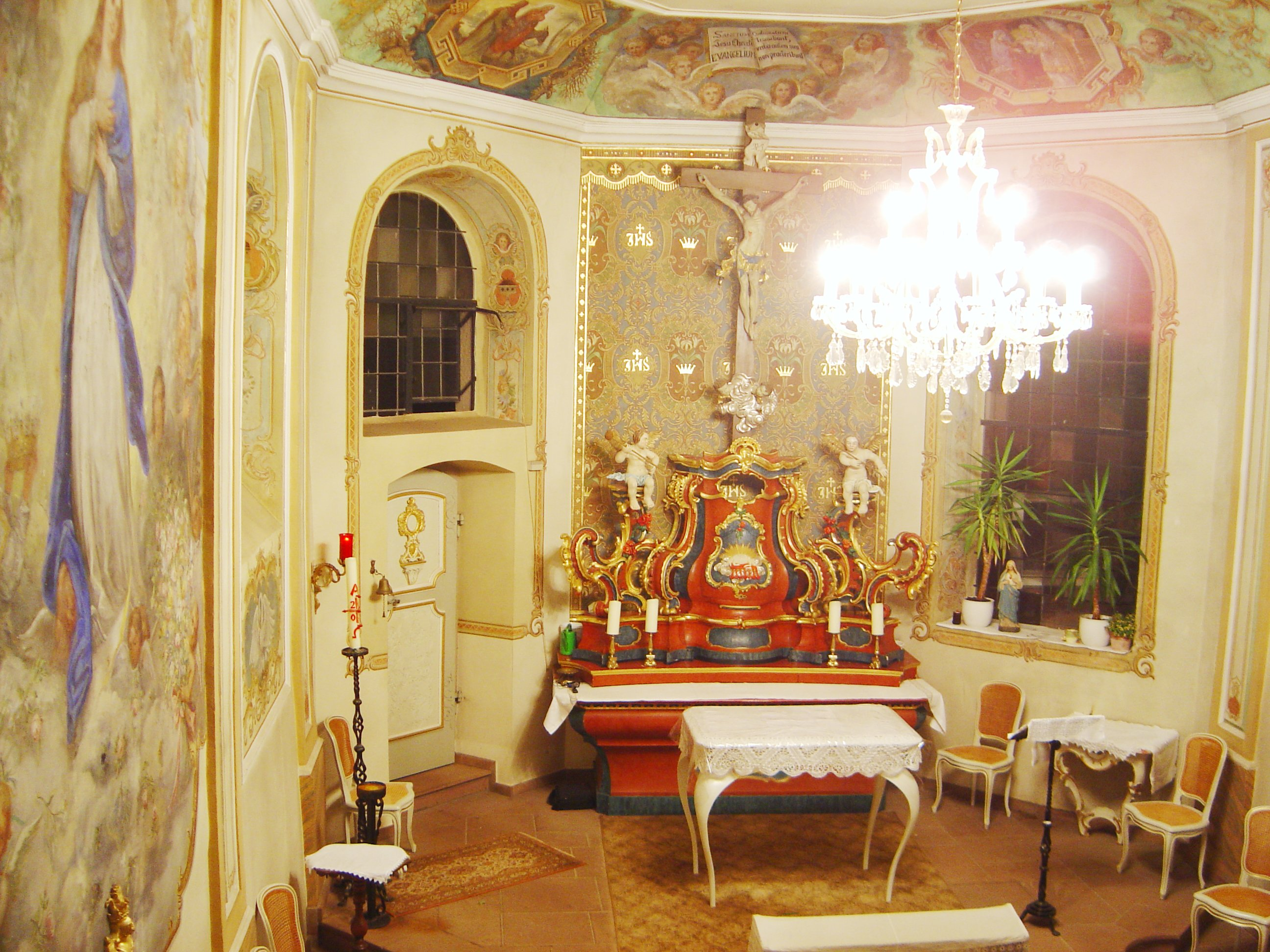
La chapelle du château.

Depuis 1990, le Leibniz-Zentrum für Informatik est hébergé au château de Dagstuhl à Wadern. En 1993, le bâtiment ancien, vieux de plus de 200 ans, est complété par une aile moderne avec des chambres supplémentaires, des salles de conférences et une bibliothèque. Un nouveau bâtiment, avec 7 chambres, est ouvert en 2012. Depuis janvier 2015, le LZI fait partie de la Leibniz-Gemeinschaft.
Le centre a été fondé par Reinhard Wilhelm, qui en a assuré la direction jusqu'en mai 2014, quand Raimund Seidel est devenu le nouveau directeur

## Séminaires
Le LZI organise des séminaires de haut niveau sur des sujets informatiques d'actualité, les Dagstuhl seminars. Les séminaires sont acceptés après évaluation par la direction scientifique, et réunissent des chercheurs académiques ou industriels du monde entier invités individuellement. En outre, le centre peut offrir des workshops, des écoles de perfectionnements ou des journées spécialisées, des écoles d'été, de séminaires d'initiation à la recherche, organisés sur l'initiative de groupes de recherche ou de personnes individuelles Chaque année, environ 3500 chercheurs participent à près de 100 évènements. 
De plus, le centre dispose d'une bibliothèque spécialisée en informatique contenant plus de 50 000 volumes.

## Publications
En plus des publications de ses propres séminaires, le centre Leibniz publie la série Leibniz International Proceedings in Informatics (abrégée en LIPcs) qui est une collection d'actes de conférences en informatique théorique. Contrairement aux Lecture Notes in Computer Science de Springer, les actes sont en libre accès, c’est-à-dire consultables et téléchargeables gratuitement. Le projet de collection est devenu opérationnel en 2008, et le premier volume publié est celui du 25e STACS (Symposium on Theoretical Aspects of Computer Science). Début 2016, la collection comporte 47 volumes. Les conférences dont les actes sont publiées sont:
- APPROX/RANDOM – Int'l Workshop on Approximation Algorithms for Combinatorial Optimzation Problems / Int'l Workshop on Randomization and Computation (depuis 2014)
- CALCO – Conference on Algebra and Coalgebra in Computer Science (depuis 2015)
- CCC – Computational Complexity Conference (depuis 2015)
- CONCUR – Int'l Conference on Concurrency Theory (depuis 2015)
- CPM – Annual Symposium on Combinatorial Pattern Matching (à partir de 2016)
- CSL – Computer Science Logic (2011–2013, 2015 – réévaluation en cours)
- ECOOP – European Conference on Object-Oriented Programming (depuis  2015)
- ESA – European Symposium on Algorithms (à partir de 2016)
- FSCD – Int'l Conf. on Formal Structures in Computation and Deduction (à partir de 2016)
- FSTTCS – IARCS Annual Conference on Foundations of Software Technology and Theoretical Computer Science (depuis 2008)
- FUN – Int'l Conference on Fun with Algorithms (à partir de 2016)
- ICALP – Int'l Colloquium on Automata, Languages and Programming à partir de 2016)
- ICDT – Int'l Conference on Database Theory (depuis 2015)
- IPEC – Int'l Symposium on Parameterized and Exact Computation (depuis 2015)
- MFCS – Int'l Symposium on Mathematical Foundations of Computer Science (à partir de  2016)
- OPODIS –  Int'l Conference on Principles of Distributed Systems (à partir de 2016)
- SNAPL – Summit on Advances in Programming Languages (depuis 2015)
- SoCG – Symposium on Computational Geometry (depuis 2015)
- STACS – Symposium on Theoretical Aspects of Computer Science (depuis 2008)
- SWAT – Scandinavian Symposium and Workshops on Algorithm Theory (à partir de 2016)
- TYPES – (depuis 2011)
- TQC – Conference on the Theory of Quantum Computation, Communication and Cryptography (depuis 2013)

Une autre série de publications en libre accès, est la série OASIcs, pour « OpenAccess Series in Informatics ». Cette série, plus ancienne, publie des actes de colloques de tous les domaines d'informatique. Près de 50 volumes sont parus